# Kleinbahnabteilung Provinzialverband Sachsen 201–205
Die Tenderlokomotiven Kleinbahnabteilung Provinzialverband Sachsen 201–205 wurden von der Lokomotivfabrik Henschel für die Kleinbahn-AG Bismark-Gardelegen-Wittingen als Universallokomotiven entwickelt. Gebaut wurden die Lokomotiven in fünf Exemplaren in der Zeit von 1914 bis 1931.
Die Lokomotiven ähneln der um dieselbe Zeit gebauten EBOE 8 und sind eine der wenigen Lokomotiven kleinerer Leistung mit Heißdampf.
Ihr Einsatzgebiet waren außer der Altmärkischen Kleinbahn verschiedene andere Kleinbahnen der Kleinbahnabteilung des Provinzialverbandes Sachsen. Nach dem Zweiten Weltkrieg wurden die Lokomotiven von der Deutschen Reichsbahn übernommen und erhielten die Betriebsnummern 89 6277–6279, 6281, 6376.
Die Loks wurden nach 1967 ausgemustert und verschrottet. Sie waren als kleinerer Henschel-Kleinbahntyp 1914 bezeichnet worden.

## Geschichte

### Vor dem Zweiten Weltkrieg
Neben der EBOE 8 fertigte Henschel 1914 für die Altmärkische Kleinbahn GmbH zwei Lokomotiven, die zu den wenigen für Kleinbahnen gebauten mit Heißdampf gehörten. Im Merkbuch der Deutschen Reichsbahn wurden sie als nahezu identisch mit dieser Lokomotive bezeichnet. Dies wurde später korrigiert. 1925 folgte eine weitere baugleiche, 1929 und 1931 nochmals zwei weitere Lokomotiven an die nunmehrige Altmärkische Kleinbahn AG.
Die ersten drei Lokomotiven erhielten noch die Bezeichnung der Kleinbahn-AG Bismark-Gardelegen-Wittingen. Ab 1925 wurden sie und die folgenden zwei Lokomotiven in das Nummernsystem des Provinzialverbandes Sachsen mit den Betriebsnummern 201–205 eingereiht.

### DR 89 6277...6376
Nach der Verstaatlichung der Altmärkischen Kleinbahn wurden die Lokomotiven nach dem Bezeichnungsschema der Deutschen Reichsbahn bezeichnet. Die ersten vier Lokomotiven wurden als 89 6277-6279 und 6281 nummeriert. Die zuletzt gebaute erhielt die Nummer 89 6376, was eine höhere Achslast bedeutet. Dies ist vermutlich inkorrekt, da sie sich äußerlich nicht von den anderen unterschied und nach Unterlagen dieselben technischen Daten besitzt. Die Loks waren von 1950 bis 1965 in Salzwedel beheimatet. Abgestellt wurden die Lokomotiven bis 1967. Im selben Jahr erfolgte die Ausmusterung und Verschrottung der letzten Lokomotiven.

## Technik
Die Lokomotive war eine von der T 3 abgeleitete Kleinbahnlok und wich neben dem Überhitzer in den Abmessungen erheblich von der preußischen Normallok ab. Ihr Blechrahmen diente als Wasserkasten. Die Radsätze waren fest im Rahmen gelagert. Der zweite Radsatz war der Treibradsatz. Die ersten beiden Radsätze waren mit Blattfedern oberhalb des Rahmens abgefedert, auch der Ausgleichhebel zwischen ihnen war oberhalb des Rahmens angeordnet. Die Steuerung war mit Kolbenschiebern ausgeführt, den Druckausgleich besorgten Druckausgleicher der Bauart Winterthur. Der Kreuzkopf wurde zweischienig ausgeführt, es wurde eine Heusinger-Steuerung verwendet.
Die Lokomotive besaß einen Kessel aus zwei Schüssen, der vordere kürzere trug den Dampfdom, der hintere den Sanddom. Es wurde ein Überhitzer der Bauart Schmidt genommen. Der Stehkessel mit Sicherheitsventil Bauart Ramsbotton besaß eine Feuerbüchse aus Kupfer. Die Rostfläche soll knapp bemessen gewesen sein. Die nach preußischen Bauprinzipien gestaltete Rauchkammer trug einen hohen konischen Schornstein und wurde von einem als Gußstück gestalteten Rauchkammersattel getragen. Gespeist wurde der Kessel von zwei Strahlpumpen.
Außer dem Rahmenwasserkasten lagen vor dem Führerhaus zwei kurze seitliche Wasserkästen. Der Kohlenvorrat wurde von einem hinter dem Führerhaus liegenden Bunker aufgenommen. Das Führerhaus war ähnlich wie bei der T 3. Auf dem leicht gewölbtem Dach befand sich im vorderen Teil ein quer liegender Lüftungsaufsatz. Die Bremsausrüstung bestand aus der indirekten Bremse von Knorr und der Wurfhebelbremse. Abgebremst wurden alle Radsätze einseitig von vorn.